# 前上頜骨
前上頜骨（英語：Premaxilla）為許多動物顱骨上頜最前端的一對硬骨，多半有牙齒附著。人類的前上頜骨與上頜骨癒合，又稱為門齒骨。

## 人類解剖學

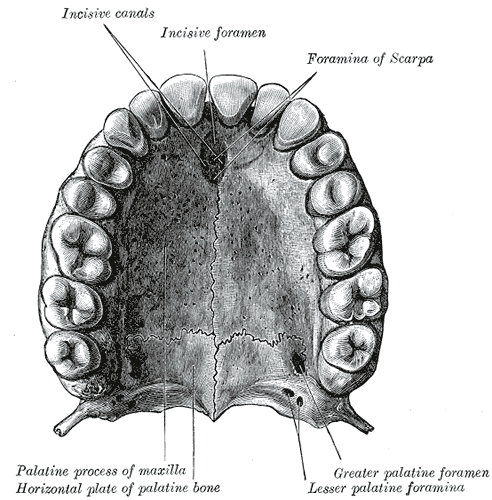
骨腭和齒槽弓。 （前上顎骨未標記，但區域可見。）

人類的前上頜骨被稱為是門齒骨，為上頜的一部分，附著有兩對門齒，與鼻翼及前鼻棘相連。在鼻腔中，前上頜骨的部分較後方上頜骨向上突出。前上頜骨的腭部部分為橫向發展出來的骨板，在前端具有門齒孔，後方則與上頜骨的腭部部分相連
。

### 胚胎學
在胚胎中，鼻部分發展自妊娠四個月時遷移至胚胎面部上的神經脊細胞。一對對稱的鼻基板（帶有較厚的上皮組織）會開始向內層的間葉組織推進，並形成鼻凹陷，同時分隔出內鼻突及外鼻突。內鼻突則進一步發育成鼻中隔、人中及前上頜骨。
前上頜骨最早的骨化中心發生在妊娠第七週，位置大約於第二對門齒牙胚處上方鼻軟骨囊外側表層。
在第十一週後額外的骨化中心則發育成為前上頜骨的翼板部分。接著前上頜骨會向上發展並與上頜骨的額突前端癒合，向後發展與上頜骨的齒槽突癒合。在出生之後前上頜骨與上頜骨的分界依然可以分辨，直到五歲之前都能觀察到清楚的縫線。
在雙側性唇顎裂的案例中，病患前上頜骨的發展形式與一般人有很大的不同；其子宮內生長過分偏向於水平發展，因此在出生時保有過於突出的前上頜骨。

## 演化歧異
大多數真口類的上顎前端都具有前上頜骨，在較原始的物種中則僅有前上頜骨中心部分存在。二齒魨科的前上頜骨癒合而不明顯，而包含鱘科在內的軟骨硬鱗魚則缺乏前上頜骨。
爬蟲類與其他非哺乳類獸孔目在前上頜骨後具有一對巨大的膜內骨，稱為隔頜骨。由於隔頜骨在無冠獸屬（白堊紀的真獸下綱物種）已退化為痕跡器官，因此被普遍認為是目前已知最早的獸亞綱哺乳動物。有趣的是，現存的單孔目仍然保有隔頜骨。
前上頜骨的大小與結構也被科學家用來當作數科蝙蝠分類的依據。